# Escriptura mwangwego
L'escriptura mwangwego és un sistema d'escriptura abugida desenvolupat per a les llengües de Malawi i altres llengües bantus africanes pel lingüista Nolence Mwangwego el 1977. És una de les diverses escriptures indígenes inventades per a les comunitats lingüístiques locals d'Àfrica.

## Característiques
L'escriptura Mwangwego és un sil·labari (abugida) escrit d'esquerra a dreta en línies horitzontals. És compost per 170 símbols fonètics provinents de 34 sons bàsics (misisi) combinats cadascun amb els sons vocàlics A, E, I, O, U. També hi ha 11 símbols addicionals per a un ús específic en algunes llengües de Malawi.
Serveix per escriure totes les llengües pròpies africanes de Malawi i d'alguns països veïns com Moçambic, Zàmbia, Zimbabwe, Tanzània, RD. Congo, Burundi, Ruanda, Kenya i Uganda.

## Història

### Sobre el creador
Nolence Moses Mwangwego va néixer l'1 de juliol de 1951 al districte de Mwinilunga, al que llavors era Rhodèsia del Nord (actual Zàmbia); les seves arrels provenen de l'aldea de Yaphet Mwakasungula, dins la zona del cap de suprem Kyungu, al districte de Karonga de l'antic Nyasalàndia (actual Malawi). Parla i escriu chewa, tumbuka, kyangonde, anglès, francès i portuguès. Actualment treballa com a professor de francès al Centre Cultural Francès de Blantyre.
Va ser instaurat cap del seu poble com a Yaphet Mwakasungula IV el 29 de desembre de 1997. Està casat amb Ellen Kalobekamo i té quatre fills.

### Desenvolupament i difusió
La idea d'una escriptura de Malawi va sorgir el 10 de novembre de 1977 a París, quan Mwangwego va descobrir que hi havia diversos sistemes d'escriptura al món, i va pensar que les paraules que significaven "escriure" en chichewa i kyandondei (kulemba i kusimba respectivament) eren l'evidència que antigament la gent de Malawi solia escriure abans de l'arribada dels europeus al segle XIX.
L'escriptura mwangwego es va crear el 1979, amb símbols addicionals creats fins al 1997 per Mwangwego. El sistema es va anar revisant i perfeccionant fins que finalment es va donar per acabat el 2003. Mwangwego va dedicar-hi un total de 24 anys al seu desenvolupament.

L'escriptura es va fer pública amb una gran publicitat, especialment amb una audiència del Ministre de Joventut, Esports i Cultura de Malawi, Kamangadazi Chambalo, que va dir:
L'escriptura de Mwangwego és en si mateixa història en procés. Independentment de com serà rebuda pel públic d'arreu del país, l'escriptura està obligada a entrar als anals de la nostra història com una invenció notable.
La primera persona que la va aprendre va ser Mwandipa Chimaliro; uns altres deu estudiants aquell any també van aprendre-la, els quals van ensenyar-la a d'altres persones. Un cop Nolence Mwangwego va veure que els resultats eren bons va realitzar una sèrie de conferències públiques i exposicions en algunes escoles secundàries i col·legis de Blantyre, Zomba, Lilongwe i Mzuzu. L'any 2007 es va formar el Mwangwego Club, on només s'hi accepten membres hagin après a escriure en mwangwego. El 2012, hi havia unes 395 persones que l'utilitzaven.
Només s'ha publicat un llibre amb escriptura mwangwego, el A Malawi Tili Pati ("Malauians, on som?") del mateix Nolence Mwangwego. en chichewa el 2011. Mwangwego continua fent conferències i exposicions públiques a institucions acadèmiques i ensenyant l'escriptura que va idear.
A partir del 2018, l'escriptura mwangwego encara no havia estat reconeguda per l'estàndard ISO 15924; tanmateix, la Script Encoding Initiative estava treballant per incloure-la i hi havia una proposta per incloure els seus caràcters a Unicode.